# Camptodontium
Camptodontium là một chi rêu trong họ Dicranaceae.